# Primeira-dama do Brasil
Primeira-dama do Brasil é o título da anfitriã do Palácio da Alvorada, tradicionalmente a esposa do presidente do Brasil. Embora o papel da primeira-dama nunca tenha sido definido oficialmente, ela figura proeminentemente na vida política e social da nação. Rosângela Lula da Silva é a atual primeira-dama do Brasil, como esposa do 39.º presidente, Luiz Inácio Lula da Silva.
Mariana da Fonseca, esposa de Deodoro da Fonseca, o primeiro presidente do Brasil (1889–1891), é considerada a primeira primeira-dama do Brasil.
O papel da primeira-dama mudou consideravelmente. Ele passou a incluir o envolvimento em campanhas políticas, causas sociais e representação do presidente em ocasiões oficiais e cerimoniais. Além disso, ao longo dos anos, as primeiras-damas exerceram influência em vários setores, desde a moda até a opinião pública sobre políticas.
Há cinco ex-primeiras-damas vivas: Maria Thereza Goulart, viúva de João Goulart; Marly Sarney, esposa de José Sarney; Rosane Malta, ex-esposa de Fernando Collor; Marcela Temer, esposa de Michel Temer; e Michelle Bolsonaro, esposa de Jair Bolsonaro.

## História
Inspirado pelo modelo norte-americano, o título, teoricamente, tem o propósito de preencher lacunas deixadas pela agenda presidencial. Isso se traduz em liderar ou participar ativamente de iniciativas sociais, como campanhas de caridade e voluntariado, com o objetivo de auxiliar os menos favorecidos. Essa posição, embora não tenha uma definição oficial na constituição, desempenha um papel crucial na representação social e humanitária do governo, focalizando questões relevantes. O impacto das primeiras-damas no Brasil, assim, se estabelece como um componente significativo da vida política e social do país.
A única ex-primeira-dama a ingressar na disputa por cargos públicos foi Rosane Malta, em 2018. No entanto, a figura mais marcante na história do país foi Maria Thereza Goulart, destacando-se por sua juventude, beleza, carisma e elegância. A mais jovem a assumir o posto foi Catita Alves, com apenas 23 anos em 1902, enquanto Ruth Cardoso detém o título de mais velha, assumindo aos 64 anos. Nair de Teffé estabeleceu um recorde notável ao permanecer como ex-primeira-dama por impressionantes 67 anos, enquanto Clélia Bernardes detém o título de ex-primeira-dama mais longeva, vivendo até os 96 anos.
Darcy Vargas ocupou a função por um período extenso de 18 anos, contrastando com Graciema da Luz, que deteve o posto por apenas três dias. Entre todas as primeiras-damas, Guilhermina Penna ostenta o recorde de mais filhos, totalizando doze. Por outro lado, Mariana da Fonseca e Rosane Malta não tiveram filhos.
Em 2019, Michelle Bolsonaro se tornou a primeira primeira-dama brasileira a discursar no parlatório do Palácio do Planalto durante uma posse presidencial. Ela que faz parte do Ministério de Surdos e Mudos da Igreja Batista Atitude, na qual atuou como intérprete de Libras nos cultos, quebrou protocolo discursando em Língua Brasileira de Sinais.
Rosângela Lula da Silva tornou-se a trigésima oitava primeira-dama do Brasil com o terceiro governo do presidente Luiz Inácio Lula da Silva em 2023. Durante a cerimônia, apareceu usando um terno dourado, sendo a primeira primeira-dama brasileira a usar tal peça numa solenidade de posse.
O uso do título Dona como forma de tratamento para as primeiras-damas brasileiras é uma tradição marcada por cortesia e respeito. Essa prática é uma expressão cultural que reflete a valorização da posição e do papel social dessas mulheres. Ao utilizar o termo "Dona" seguido do nome da primeira-dama, é reforçado um gesto de deferência e reconhecimento à importância da sua função dentro da sociedade e do cenário político brasileiro. Esse costume, enraizado na etiqueta e nas normas sociais, contribui para a construção de uma imagem respeitosa e formal em relação às primeiras-damas.

### Não cônjuges na função
É notável destacar que três filhas de presidentes brasileiros assumiram o papel de primeira-dama quando seus pais ficaram viúvos. Catita e Marieta Alves, filhas de Rodrigues Alves, e Antonietta Castello Branco, filha de Humberto Castello Branco, exerceram temporariamente as funções associadas a esse papel protocolar durante períodos nos quais seus pais estavam viúvos. Essa dinâmica singular ressalta a flexibilidade e adaptação das normas sociais em situações específicas, proporcionando uma visão única sobre a evolução das representações na esfera presidencial brasileira.

## Galeria de casais presidenciais

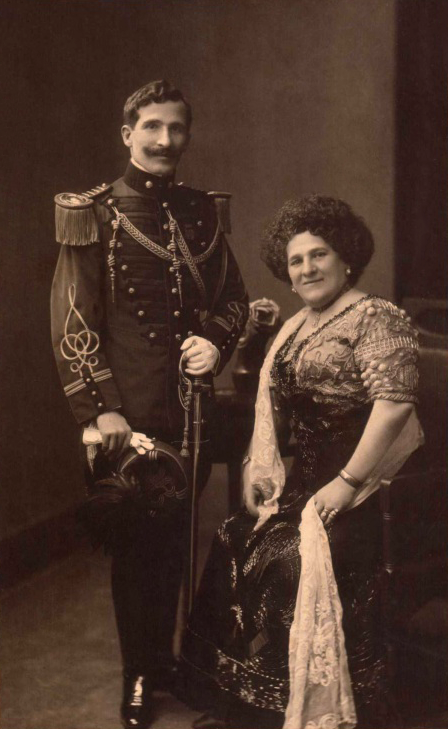
Presidente Hermes da Fonseca e a primeira-dama Orsina da Fonseca. 1910–1912
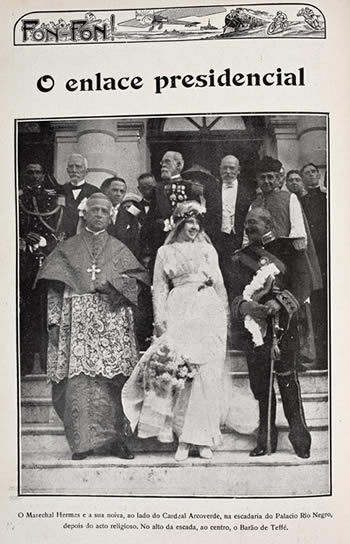
Presidente Hermes da Fonseca e a primeira-dama Nair de Teffé. 1913–1914
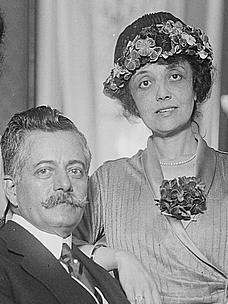
Presidente Epitácio Pessoa e a primeira-dama Mary Pessoa. 1919–1922
Presidente Juscelino Kubitschek e a primeira-dama Sarah Kubitschek. 1956–1961
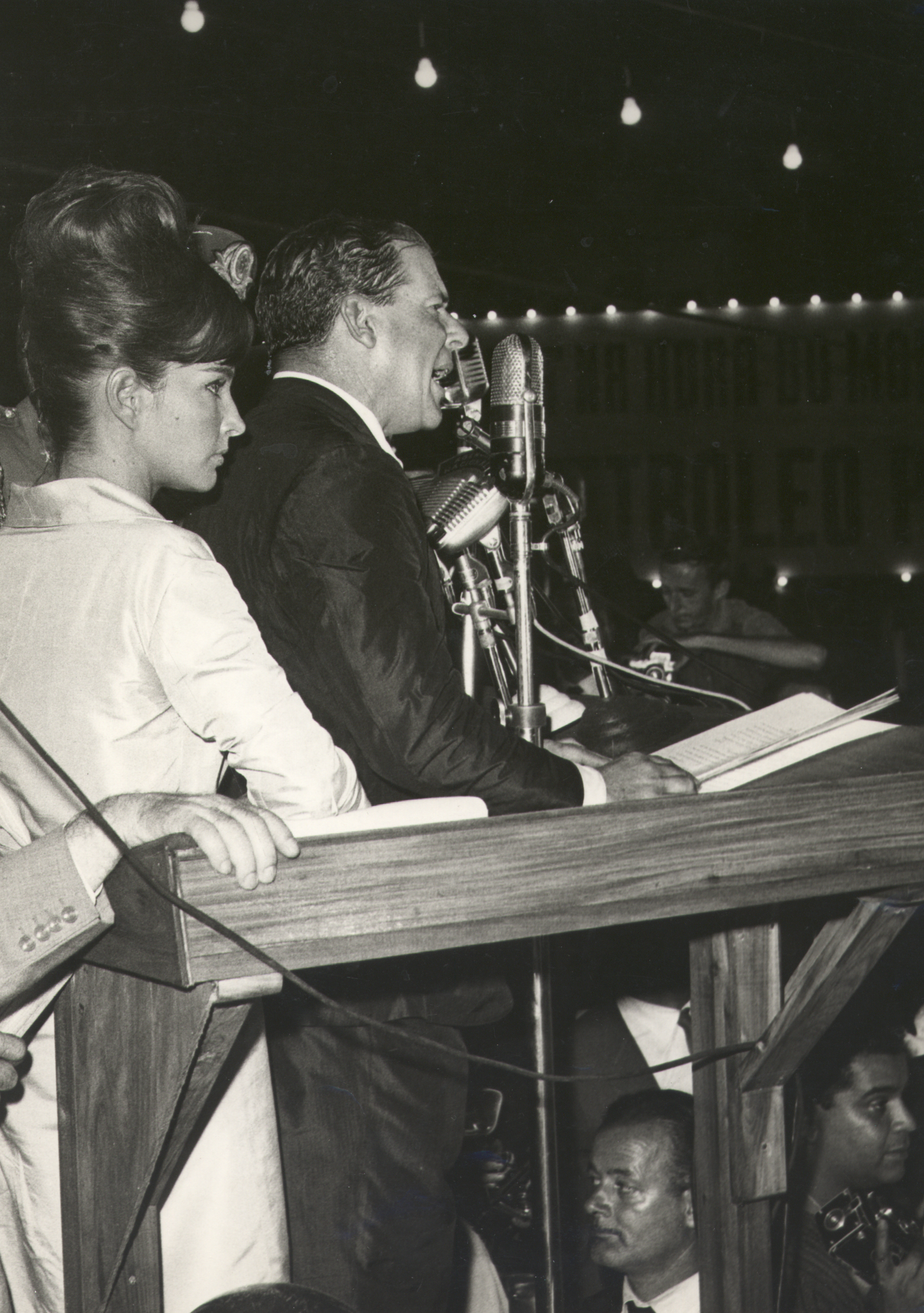
Presidente João Goulart e a primeira-dama Maria Thereza Goulart. 1961–1964
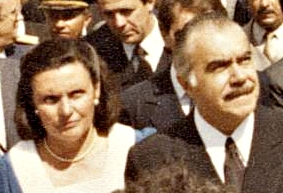
Presidente José Sarney e a primeira-dama Marly Sarney. 1985–1990
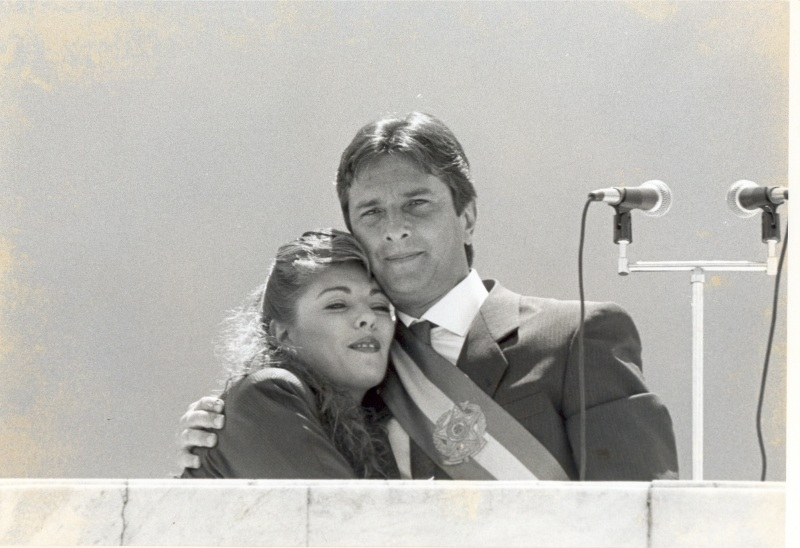
Presidente Fernando Collor e a primeira-dama Rosane Collor. 1990–1992
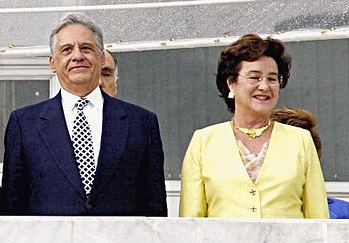
Presidente Fernando Henrique Cardoso e a primeira-dama Ruth Cardoso. 1995–2003
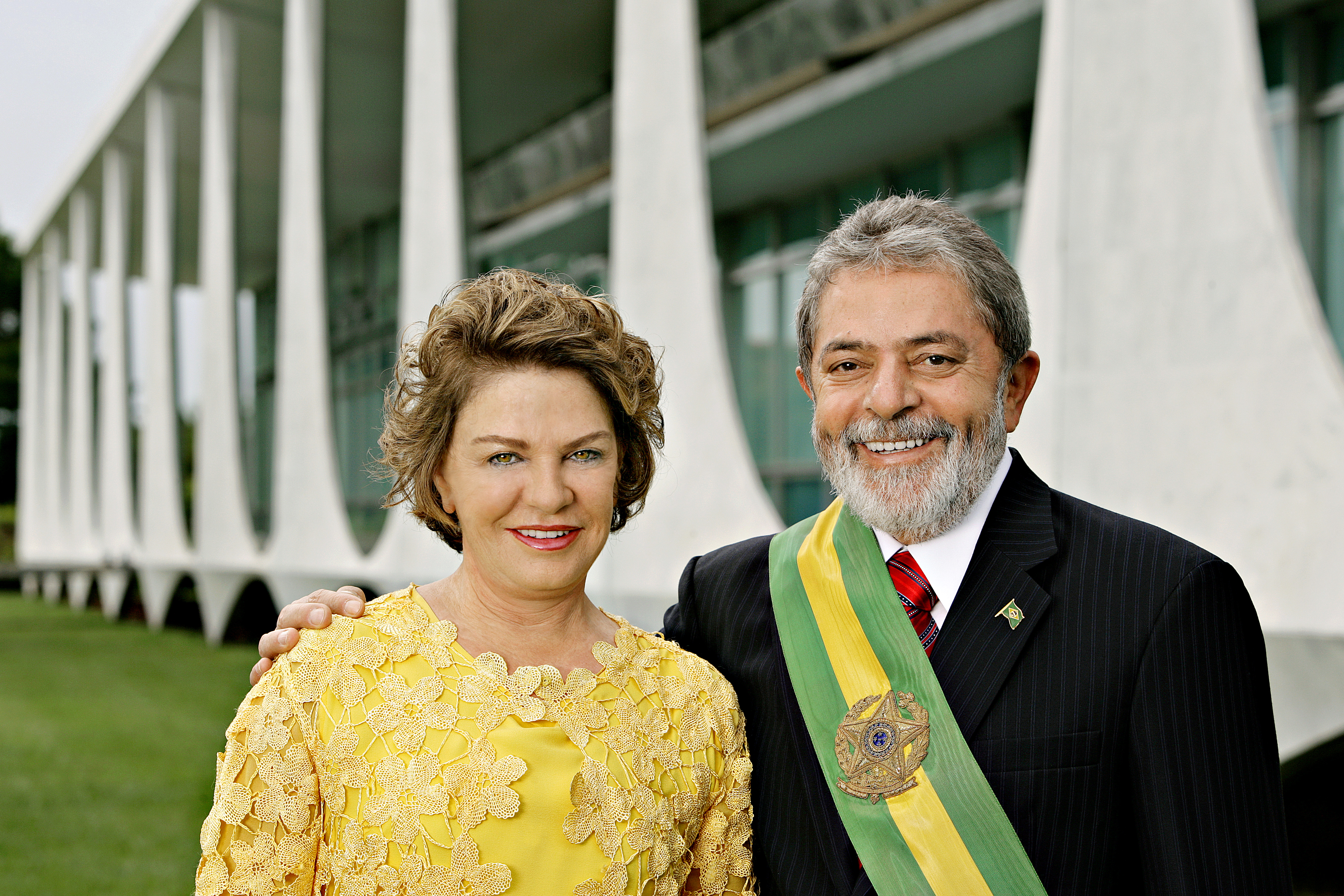
Presidente Luiz Inácio Lula da Silva e a primeira-dama Marisa Letícia. 2003–2011
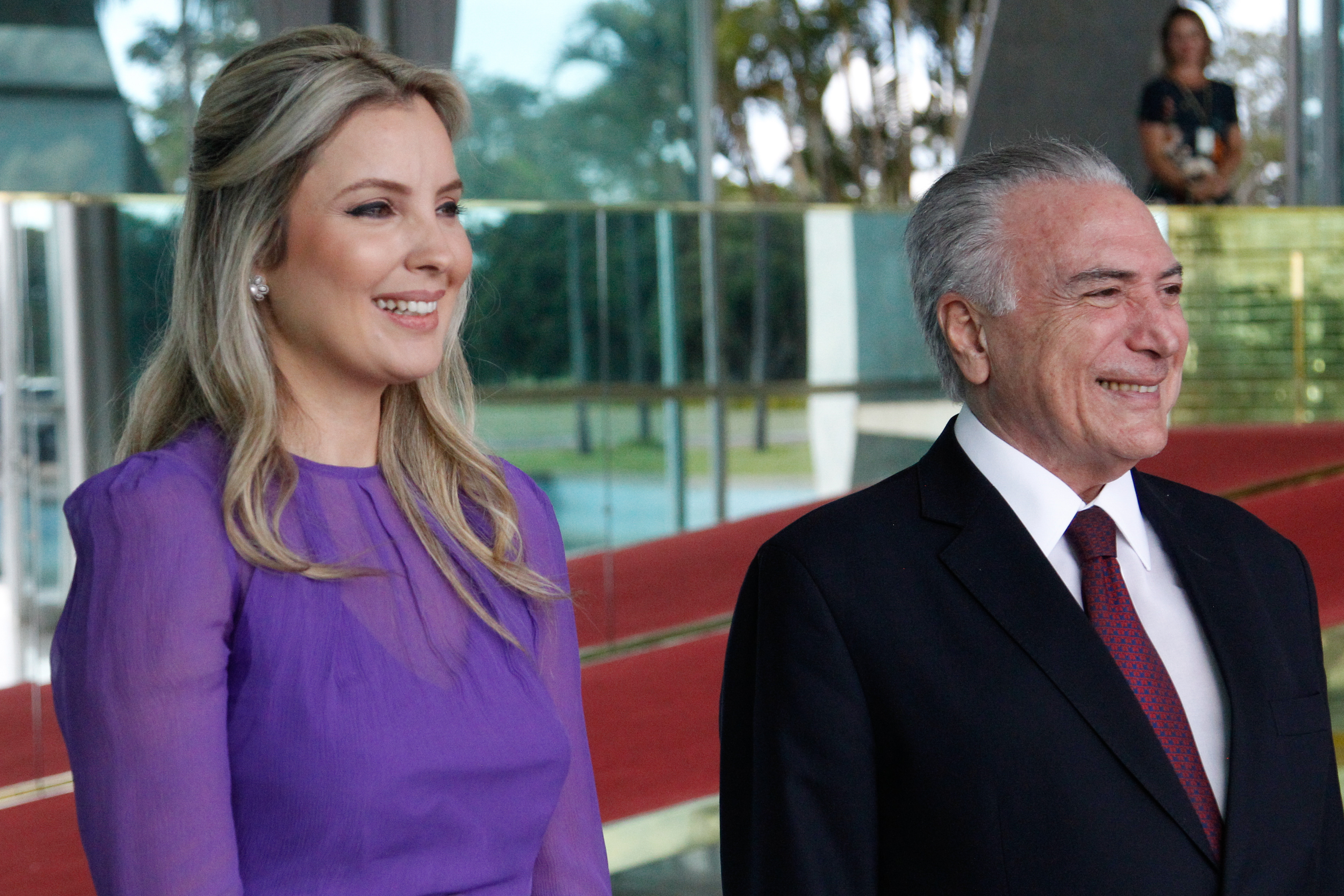
Presidente Michel Temer e a primeira-dama Marcela Temer. 2016–2019
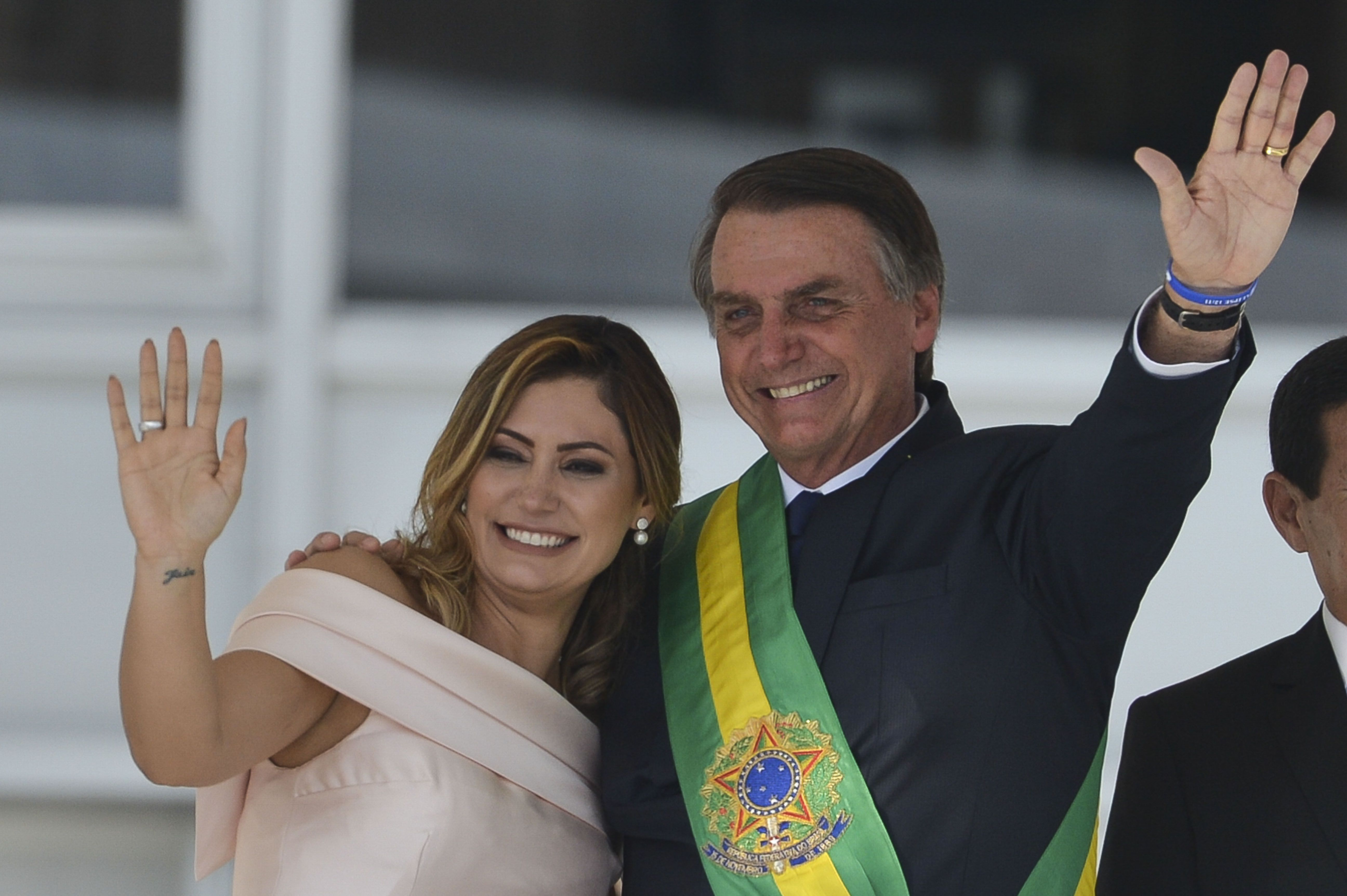
Presidente Jair Bolsonaro e a primeira-dama Michelle Bolsonaro. 2019–2023
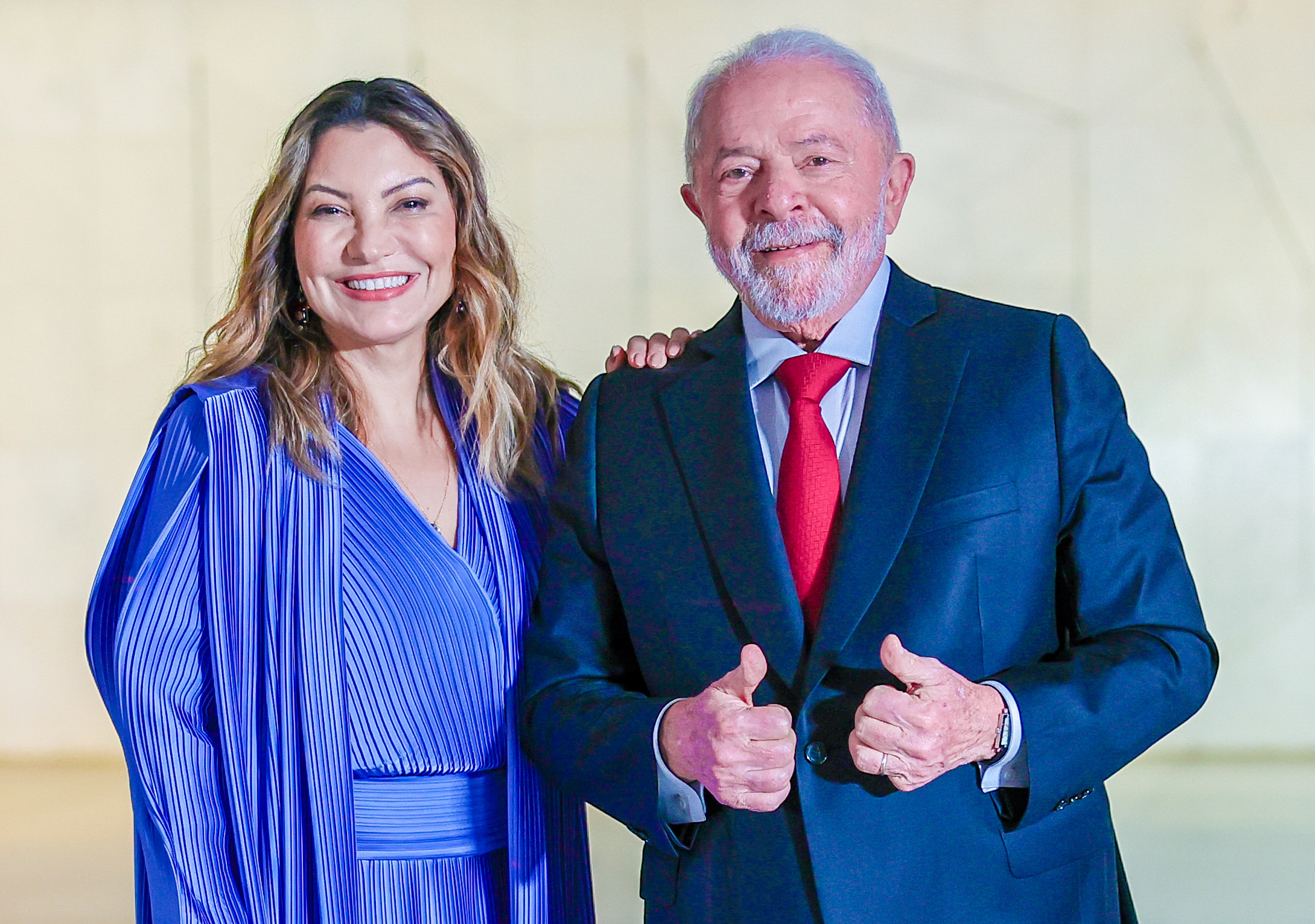
Presidente Luiz Inácio Lula da Silva e a primeira-dama Rosângela Lula da Silva. 2023–presente

## Esposas que não se tornaram primeiras-damas
- Alice Prestes, esposa de Júlio Prestes, não se tornou oficialmente primeira-dama, visto que seu marido foi impedido de tomar posse, mas ele deve constar como ex-presidente por força da Lei.
- Mariquita Aleixo, esposa de Pedro Aleixo, não se tornou oficialmente primeira-dama, visto que seu marido foi impedido de tomar posse, mas ele deve constar como ex-presidente por força da Lei.
- Risoleta Neves, esposa de Tancredo Neves, não se tornou oficialmente primeira-dama, visto que seu marido morreu antes de tomar posse, mas ele deve constar como ex-presidente por força da Lei.

### Esposas que foram primeiras-damas de estados brasileiros
- Minas Gerais: 5 — Guilhermina Penna, Maria Pereira Gomes, Francisca Ribeiro, Clélia Bernardes e Sarah Kubitschek.
- São Paulo: 4 — Adelaide de Morais Barros, Anna Gabriella de Campos Salles, Sophia Pereira de Sousa e Eloá Quadros.
- Alagoas: 1 — Rosane Collor.
- Maranhão: 1 — Marly Sarney.
- Rio de Janeiro: 1 — Anita Peçanha.
- Rio Grande do Sul: 1 — Darcy Vargas.
- Santa Catarina: 1 — Beatriz Ramos.

## Função
A posição da primeira-dama no Brasil não é conquistada por meio de eleição e, predominantemente, envolve responsabilidades cerimoniais. Apesar disso, as primeiras-damas têm ocupado uma posição proeminente na sociedade brasileira, e ao longo dos séculos, o papel desempenhado por elas passou por uma evolução significativa. A principal função da primeira-dama é atuar como anfitriã do Palácio da Alvorada, organizando e participando de cerimônias e eventos oficiais do Estado, muitas vezes em conjunto com o presidente ou em seu lugar.
No decorrer do século 20, tornou-se crescentemente comum que as primeiras-damas escolhessem causas específicas para promover, geralmente aquelas que não são politicamente divisivas. A contratação de uma equipe para apoiar essas atividades tornou-se uma prática comum. Mary Pessoa defendeu os direitos das mulheres; Darcy Vargas foi pioneira no assistencialismo social, oferecendo suporte a famílias de militares; Ruth Cardoso incentivou o combate à extrema pobreza; Marcela Temer promoveu iniciativas em prol da primeira infância; e Michelle Bolsonaro, prestou auxílio a pessoas com deficiência, portadores de síndromes e à comunidade surda, além de apoiar o voluntariado.
Além de suas atividades sociais e filantrópicas, muitas primeiras-damas tornaram-se notáveis formadoras de tendências na moda. Algumas delas exerceram um grau considerável de influência política, desempenhando o papel crucial de conselheiras importantes para o presidente.

## Trabalhos sociais

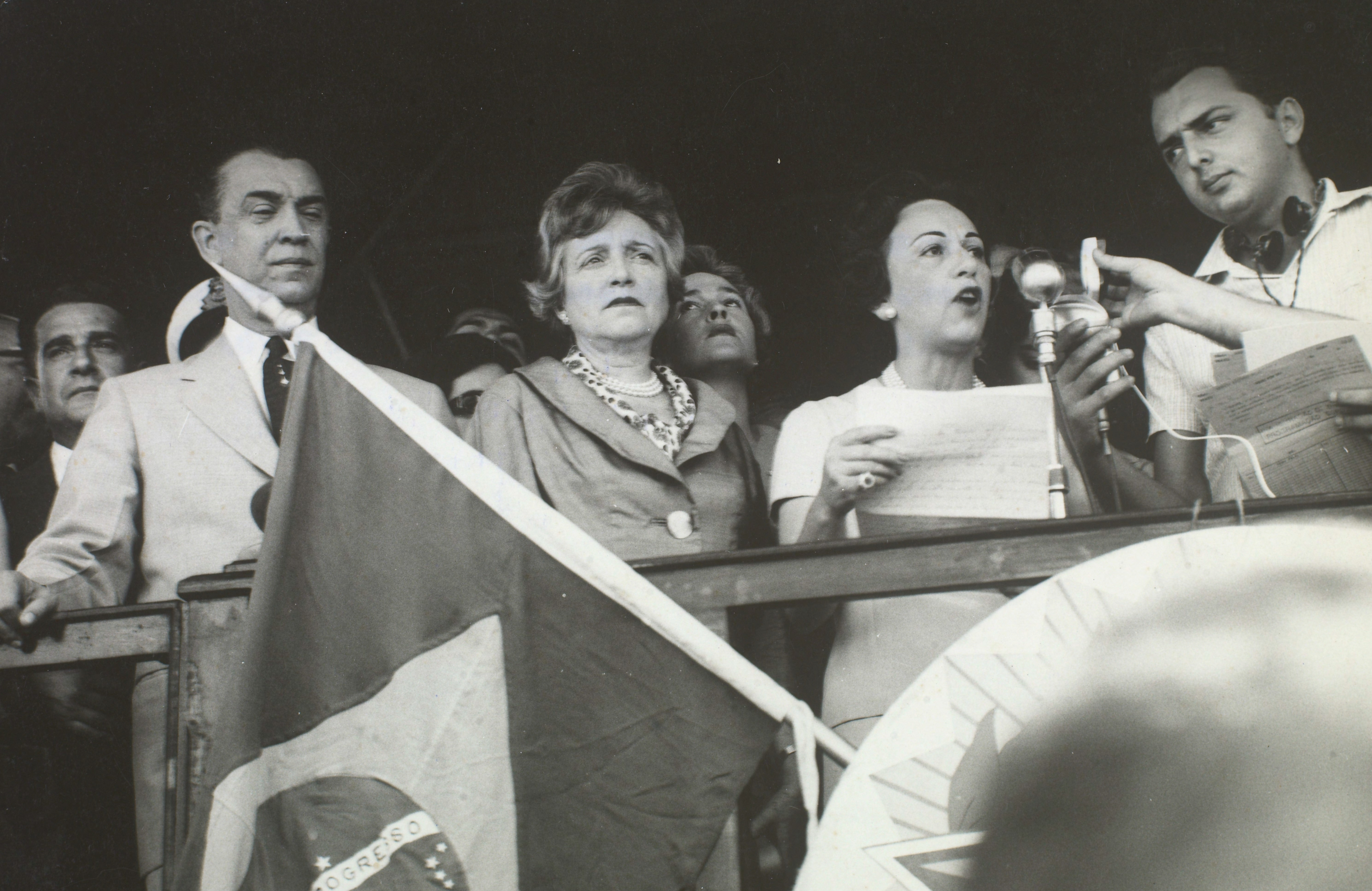
Sarah Kubitschek inaugurando o Centro de Reabilitação que leva seu nome.

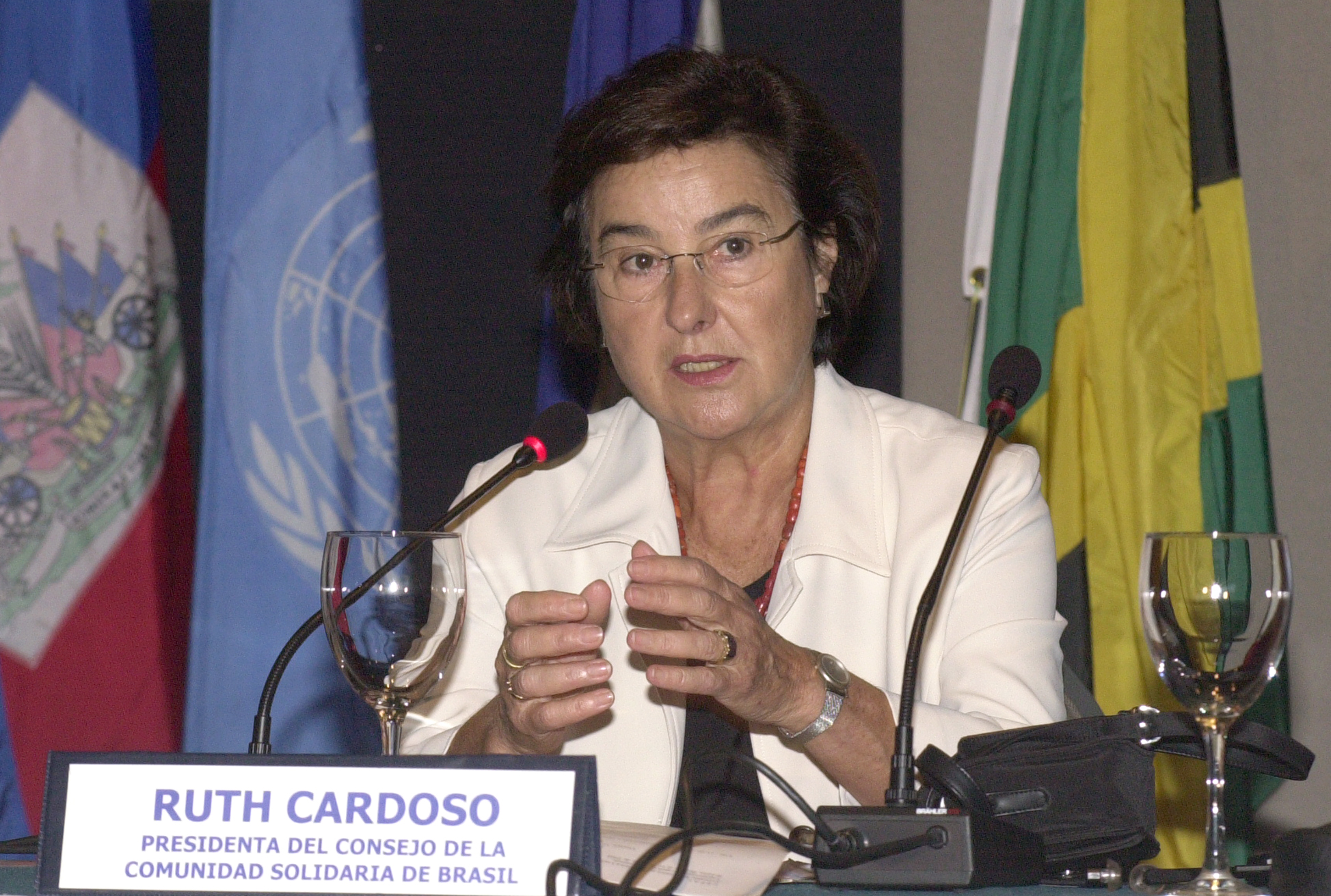
Ruth Cardoso em evento do Programa Comunidade Solidária.

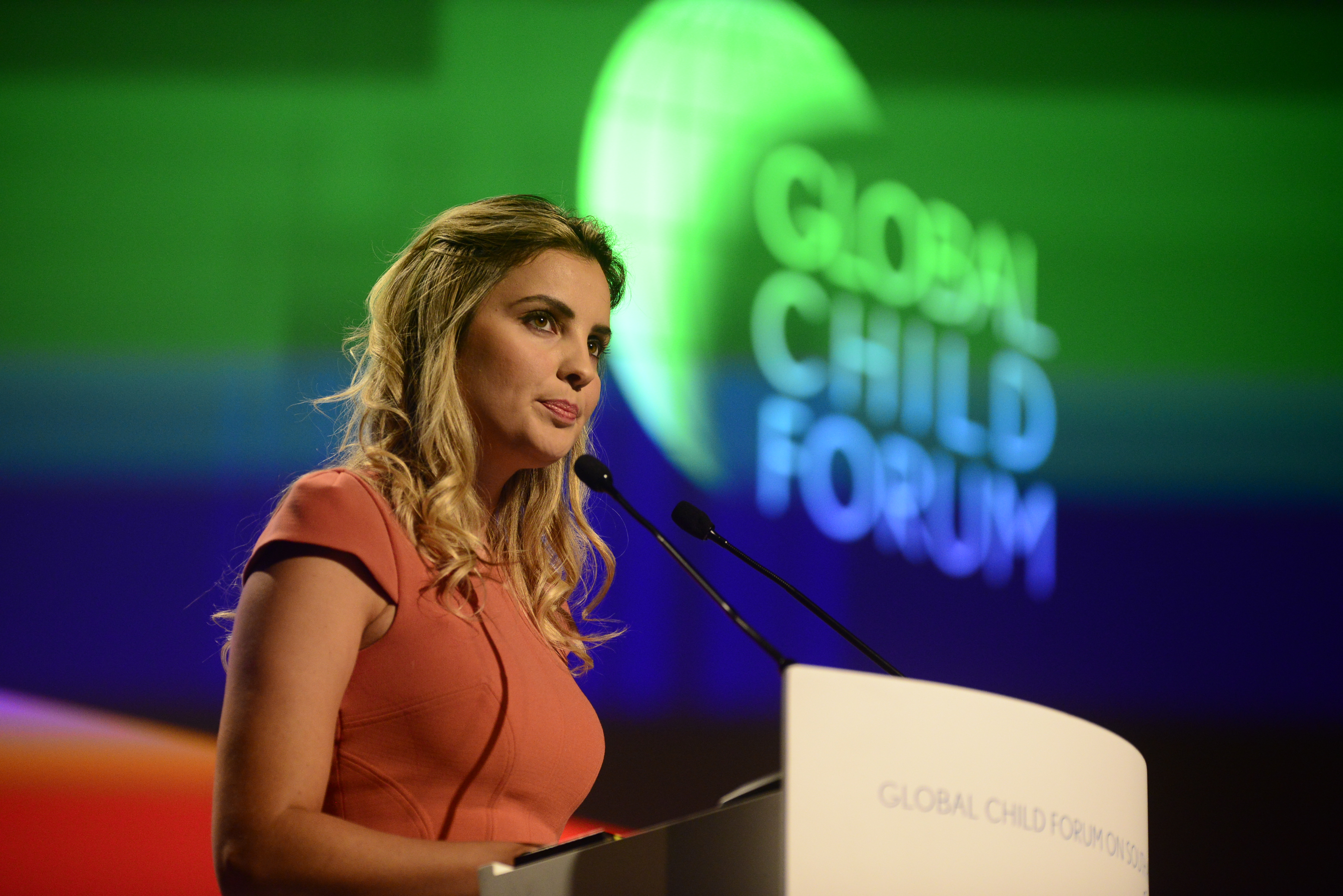
Marcela Temer no Global Child Forum.

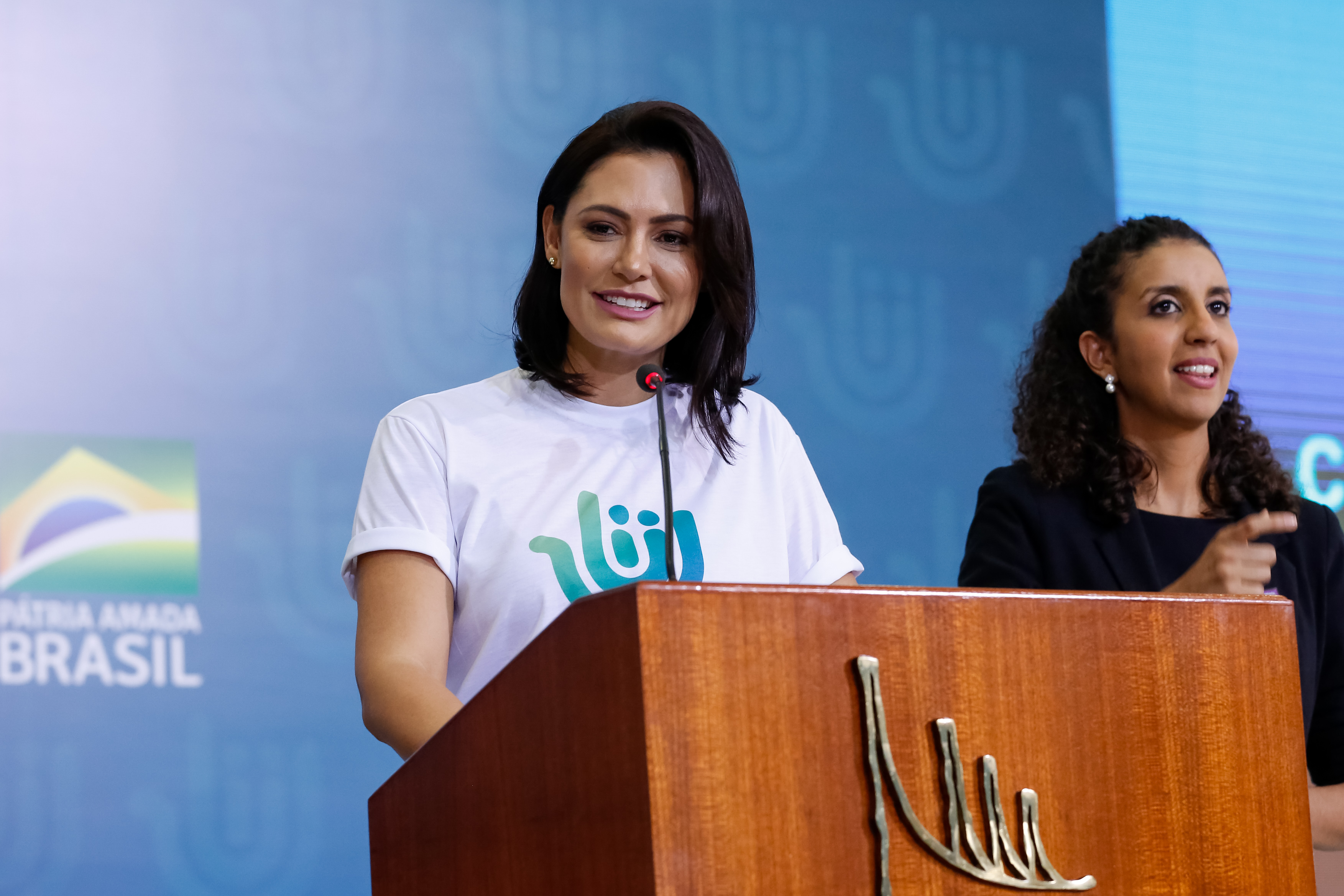
Michelle Bolsonaro na Cerimônia de Comemoração ao Dia Internacional do Voluntariado.

As primeiras-damas ocupam uma posição altamente visível na sociedade brasileira, tendo um papel evolutivo ao longo dos séculos. O papel, em seu começo, estava atrelado ao desempenho de atividades benemerentes que visavam o amparo e proteção de grupos sociais que viviam em situação de risco. O assistencialismo no país sob o comando da primeira-dama brasileira começou já na república velha.

### Legião da Mulher Brasileira
Mary Pessoa com suas obras de caridades, fundou em 1919, a primeira obra de caridade da Casa de Santa Ignez, oferecendo tratamento para trabalhadoras domésticas vítimas de tuberculose, contando com a colaboração das religiosas da Congregação Filhas de Sant'Anna. Foi também presidente de honra da Legião da Mulher Brasileira, instituição destinada a elevar o nível da moral feminina e proteger, sobre múltiplos e nobres aspectos a mulher brasileira.

### Legião Brasileira de Assistência
Darcy Vargas foi precursora do assistencialismo no país por meio de propagandas com a criação da Legião Brasileira de Assistência. Inicialmente, ajudou as famílias dos soldados que participaram da Segunda Guerra Mundial, mas logo se tornou abrangente, com destaque em mães e famílias que viviam na pobreza. Com um estilo inteiramente feminino, a LBA era comandada em cada Estado, pelas esposas dos governadores e, consequentemente, pelas esposas dos prefeitos. A partir de então, todas as primeiras-damas do país assumiam a presidência de honra da Legião Brasileira de Assistência.

### Organização das Voluntárias
Carmela Dutra criou a Organização das Voluntárias, instituição filantrópica criada por para auxiliar o voluntariado em os hospitais, maternidades, creches e demais organizações de caridade. Em 1964, já contava com 17 mil pessoas em todo o país e possuía 380 núcleos espalhados em todo o território nacional. No Rio de Janeiro, a Organização das Voluntárias funcionava na Capela de Santa Teresinha do Palácio Guanabara.

### Pioneiras Sociais
Sarah Kubitschek inovou com a Fundação das Pioneiras Sociais. A organização foi criada quando ainda era primeira-dama de Minas Gerais, oferecendo apoio à crianças, mães e mulheres grávidas, estendendo-se as famílias mais pobres. A Fundação ganhou independência quando seu marido assumiu a Presidência da República. A inspiração de Sarah para tal obra decorre, fundamentalmente, de sua experiência enquanto mãe e os problemas de coluna de sua filha Márcia e os cuidados específicos que ensejavam.

### Comunidade Solidáriae Comunitas
Ruth Cardoso O programa foi criado para o combate da extrema pobreza. Em 2000, ela criou a organização não governamental Comunitas, com o objetivo de contribuir para o aprimoramento dos investimentos sociais corporativos e estimular a participação da iniciativa privada no desenvolvimento social e econômico do país, na qual atuou até sua morte. Foi precursora de um dos maiores programas sociais da história do país, o Bolsa Família, inclusive por meio do Comunidade Solidária. Ruth ainda se notabilizou por sua intelectualidade, tendo sido a primeira esposa de um presidente a conquistar um diploma universitário.

### Criança Feliz
Marcela Temer foi a embaixadora do programa. Criado para a assistência de crianças de 0 a 3 anos, visando acompanhar em visitas as famílias ligadas ao Programa Bolsa Família, incentivando o desenvolvimento na primeira infância em ações de educação, assistência social, saúde, direitos humanos e cultura. Marcela atuou também em causas como o trabalho voluntário, criando um programa nacional para estimular o voluntariado, o Viva Voluntário.

### Pessoas com deficiência ePátria Voluntária
Michelle Bolsonaro é defensora de causas sociais relacionadas a pessoas com deficiência, com visibilidade em doenças raras, inclusão digital, conscientização sobre autismo, inclusão de libras nas escolas e outros projetos sociais. Também é engajada no voluntariado social, tendo sido a presidente do conselho gestor do programa nacional de incentivo ao trabalho voluntário, chamado Pátria Voluntária.

## Estilo das primeiras-damas
Dentre as trinta e oito primeiras-damas, algumas se destacaram notavelmente por seu estilo e elegância. Sarah Kubitschek, em particular, permanece uma figura icônica da elegância até os dias atuais. Ela é lembrada por ter ditado tendências em uma época crucial em que o Brasil testemunhava o crescimento do mercado da moda. Com um estilo clássico, elegante e discreto, Sarah escolhia suas roupas entre criações de diversos estilistas renomados, incluindo Zuzu Angel, Dener Pamplona, Guilherme Guimarães e Mena Fiala. Este último, aliás, foi responsável por praticamente todo o guarda-roupa de Sarah, incluindo o vestido que ela usou na cerimônia de posse de seu marido. A contribuição de Sarah Kubitschek para o mundo da moda e sua habilidade em personificar a elegância continuam a ser admiradas e lembradas.
Considerada pela Revista People a primeira-dama mais bela do país e uma das 10 mais bonitas do mundo, Maria Thereza Goulart tornou-se um ícone da moda brasileira no início dos anos 60, optando pela então nascente alta costura brasileira, tornando-se cliente do estilista Dener Pamplona de Abreu, que acabou por ser responsável pelo seu guarda-roupas. Glamourosa, atraiu o interesse dos jornais e o imaginário dos brasileiros que se inspiravam nas suas mais belas peças de roupas. Maria Thereza foi a primeira-dama mais emblemática da história do país, com vinte e cinco anos de idade à época da posse, tendo sido considerada pela revista Time como uma das nove Belezas Reinantes mundial, estampando diversas capas de revistas brasileiras como a Manchete, Fatos & Fotos e O Cruzeiro; e mundialmente famosas como a francesa Paris Match e a alemã Stern.
Maria Thereza Goulart, considerada pela Revista People a primeira-dama mais bela do Brasil e uma das 10 mais bonitas do mundo, emergiu como um ícone da moda brasileira nos primeiros anos da década de 60. Nesse período, ela fez uma escolha marcante ao adotar a então nascente alta costura brasileira, tornando-se cliente do renomado estilista Dener Pamplona de Abreu, que assumiu a responsabilidade por seu guarda-roupa. Sua presença glamourosa não só atraiu a atenção da imprensa, mas também capturou a imaginação dos brasileiros, que se inspiravam em suas elegantes vestimentas. Maria Thereza foi, sem dúvida, a primeira-dama mais emblemática da história do Brasil. Assumindo o papel aos vinte e cinco anos de idade durante a posse, ela não apenas conquistou o título de uma das nove Belezas Reinantes mundiais pela revista Time, mas também adornou capas de revistas brasileiras de destaque, como Manchete, Fatos & Fotos e O Cruzeiro. Sua influência ultrapassou fronteiras, sendo destaque em publicações internacionais renomadas, incluindo a francesa Paris Match e a alemã Stern. O legado de Maria Thereza vai além da esfera política, deixando uma marca indelével como um ícone de beleza e moda.
Ao assumir o papel de primeira-dama, Marcela Temer rapidamente capturou a atenção nacional e se tornou uma referência de estilo na moda brasileira. Em um momento particularmente notável, durante o desfile de 7 de setembro de 2016, ela surgiu usando um vestido branco simples, caracterizado por um decote discreto. Surpreendentemente, em menos de 24 horas, o vestido esgotou-se na loja virtual da estilista brasiliense Luisa Farani. O estilo de Marcela é descrito como clássico e romântico. Chama a atenção o fato de que o mesmo vestido usado em seu primeiro ato oficial como primeira-dama foi repetido em seu último ato oficial no cargo. Essa escolha foi elogiada e associada à elegância da princesa britânica Catarina de Gales.
Michelle Bolsonaro é reconhecida pelo seu estilo clássico e elegante. Sua presença ganhou destaque, principalmente, durante a posse de seu marido como Presidente da República, quando usou um vestido rosé ombro a ombro, de comprimento mídi, inspirado nas icônicas Jacqueline Kennedy, ex-primeira-dama dos Estados Unidos, e na princesa de Mônaco, Grace Kelly. O modelito, apesar de sua aparente simplicidade, demandou 20 dias para ser confeccionado e recebeu inúmeros comentários positivos. No dia a dia, Michelle Bolsonaro adotou um estilo casual, frequentemente optando por calça jeans e camisetas de malha, revelando uma faceta mais descontraída de sua personalidade. Ela tem uma predileção por peças clássicas, discretas e sem decotes, sendo a cor preta a sua favorita. Em eventos oficiais, a estilista paulistana Marie Lafayette foi responsável por vestir a primeira-dama, garantindo uma presença impecável em todas as ocasiões. Destaca-se também que, em um evento promovido pelo Palácio do Planalto em abril de 2019, Michelle chamou a atenção ao usar um tubinho branco e colar de pérolas, gerando comparações com o estilo distinto de Diana, Princesa de Gales.

## Ex-primeiras-damas vivas
Até o presente momento, cinco ex-primeiras-damas estão vivas. Em ordem de serviço são:

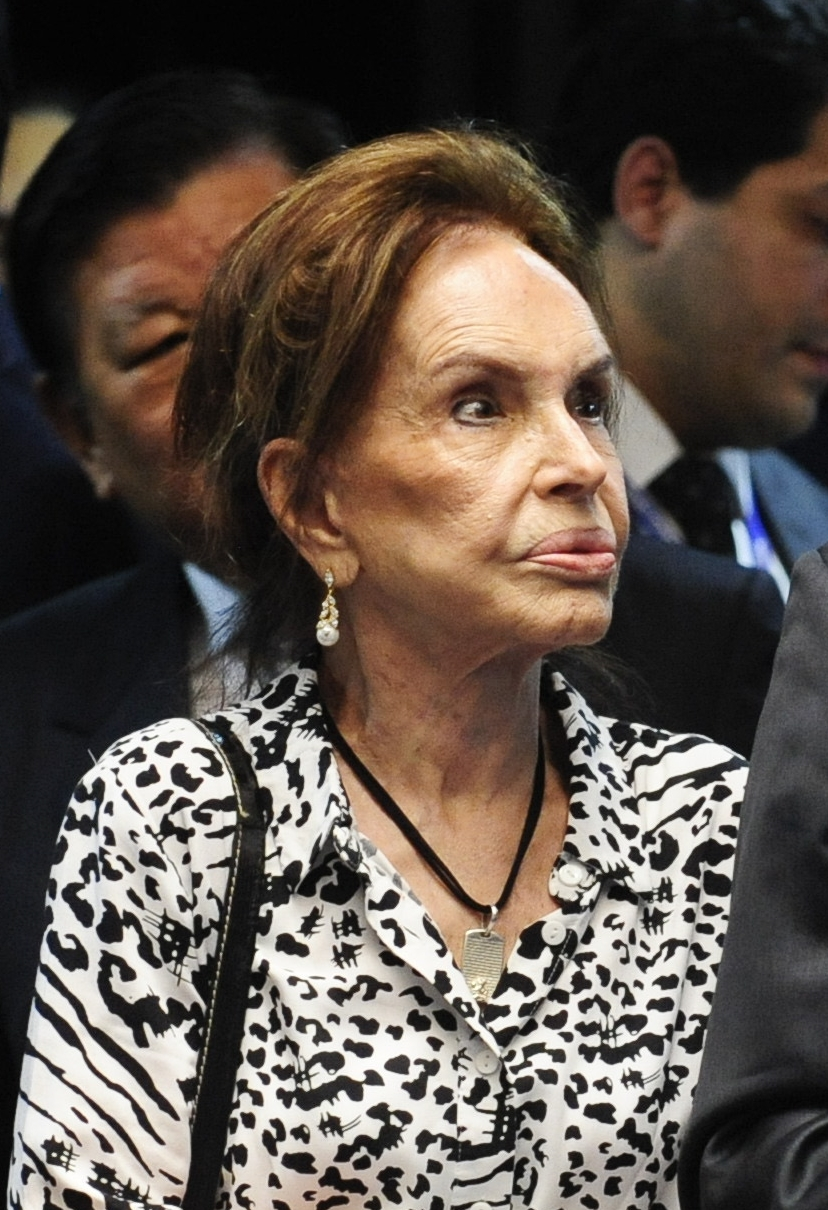
Maria Thereza Goulart serviu de 1961–1964 n. 1936 (88 anos) viúva de João Goulart
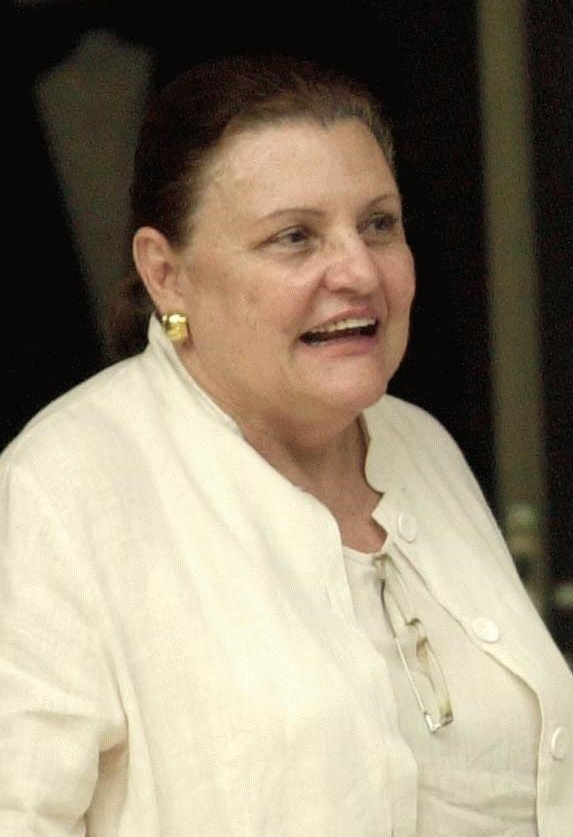
Marly Sarney serviu de 1985–1990 n. 1931 (93 anos) esposa de José Sarney
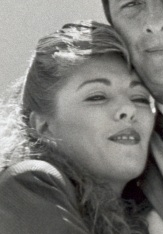
Rosane Malta serviu de 1990–1992 n. 1964 (60 anos) divorciada de Fernando Collor
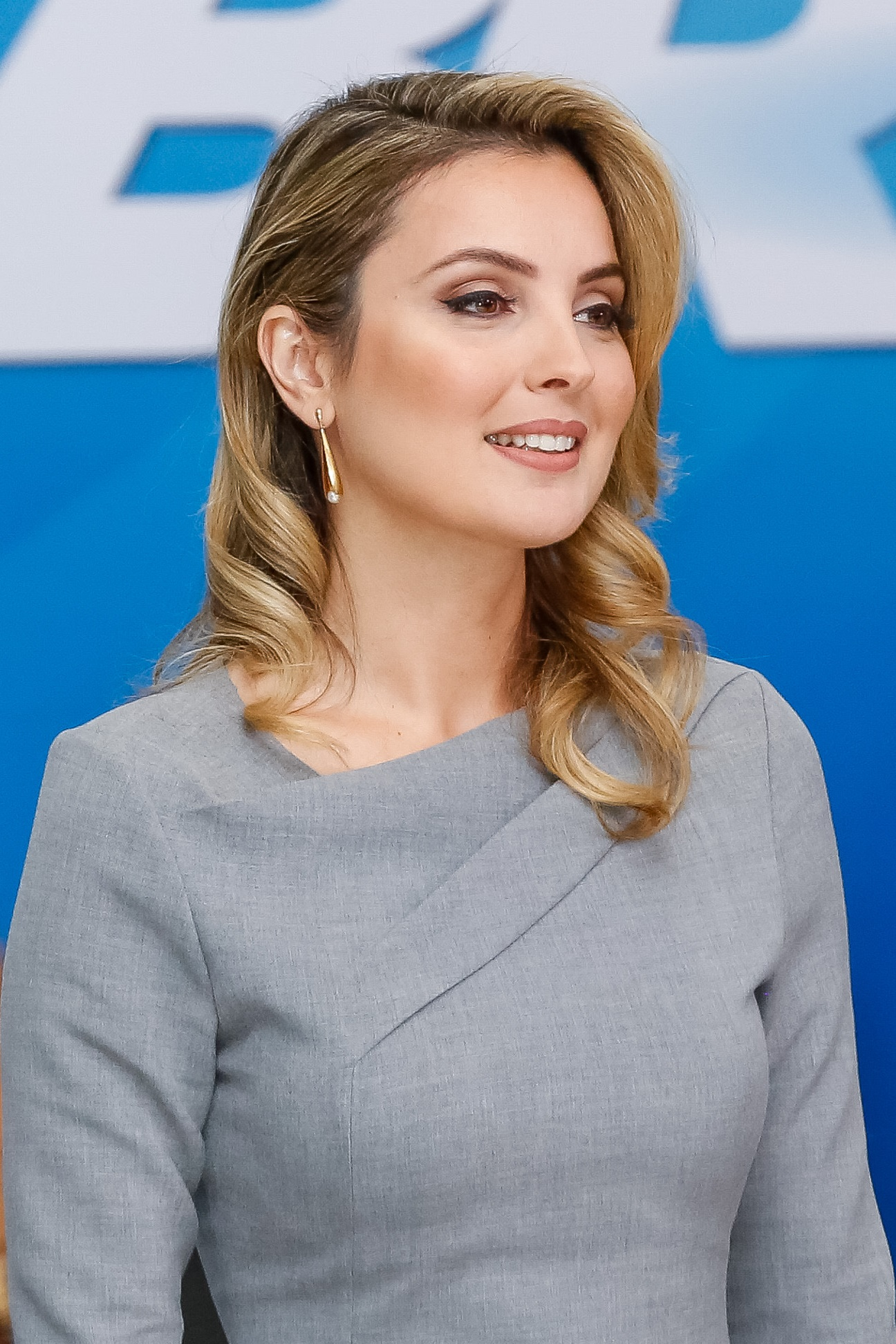
Marcela Temer serviu de 2016–2019 n. 1983 (42 anos) esposa de Michel Temer
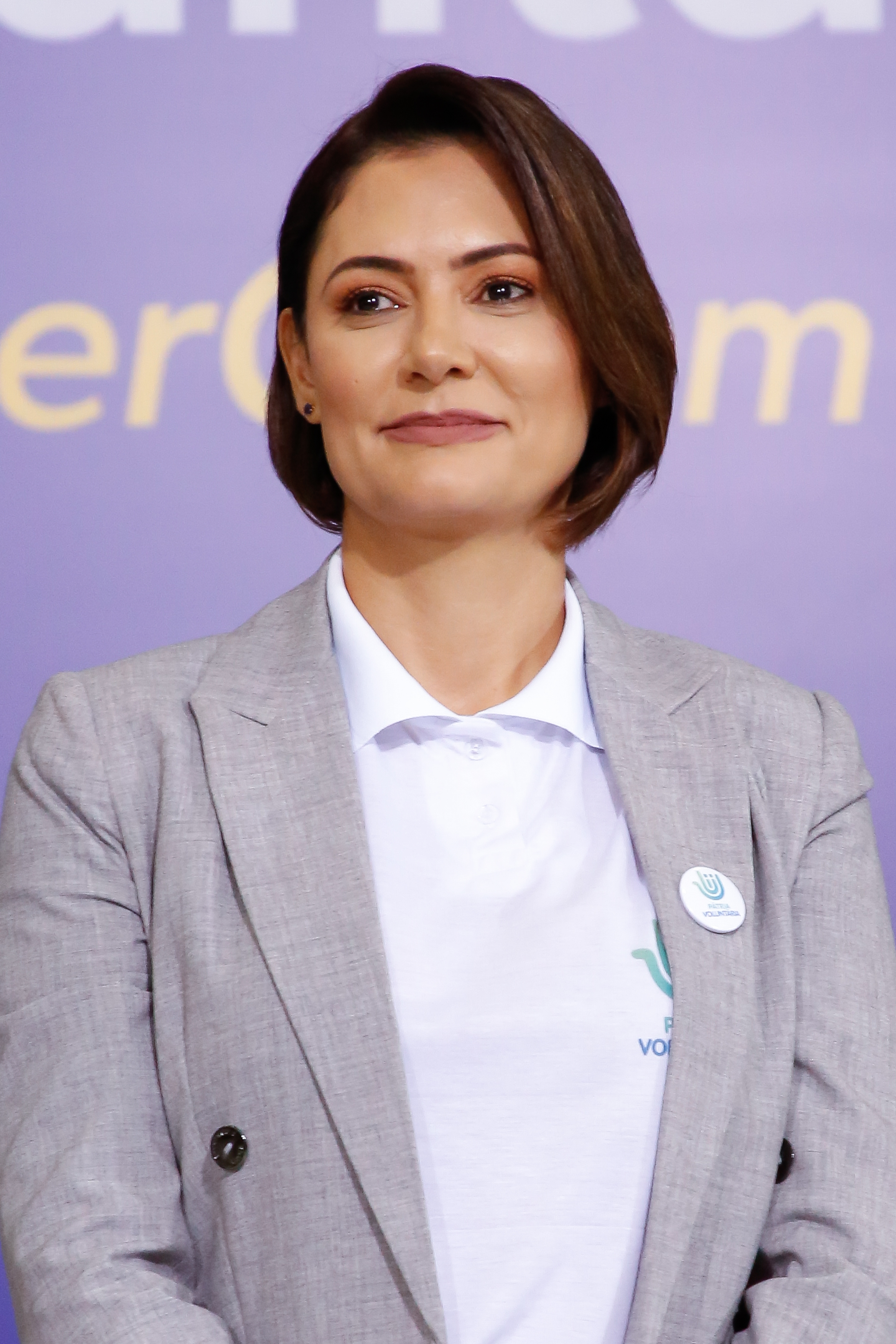
Michelle Bolsonaro serviu de 2019–2023 n. 1982 (43 anos) esposa de Jair Bolsonaro

O registro histórico destaca que a última ex-primeira-dama a falecer foi Marisa Letícia Lula da Silva, em 3 de fevereiro de 2017, aos 66 anos.
Em dois períodos distintos, o maior número de ex-primeiras-damas vivas foi registrado:
- Entre 15 de abril de 1964 e 17 de julho de 1965, quando as seguintes doze ex-primeiras-damas estavam todas vivas: Nair de Teffé, Francisca Ribeiro, Clélia Bernardes, Darcy Vargas, Luzia Linhares, Jandira Café, Graciema da Luz, Beatriz Ramos, Sarah Kubitschek, Eloá Quadros, Sylvia Mazzilli e Maria Thereza Goulart.
- Entre 15 de março de 1967 e 24 de junho de 1968, quando as seguintes doze ex-primeiras-damas estavam todas vivas: Nair de Teffé, Clélia Bernardes, Darcy Vargas, Luzia Linhares, Jandira Café, Graciema da Luz, Beatriz Ramos, Sarah Kubitschek, Eloá Quadros, Sylvia Mazzilli, Maria Thereza Goulart e Antonietta Castello Branco.

Esses períodos destacam a sobreposição temporal de várias ex-primeiras-damas que compartilhavam a condição de estar vivas, proporcionando uma perspectiva interessante sobre a história e a longevidade dessas figuras proeminentes.